# Rusty Wallace

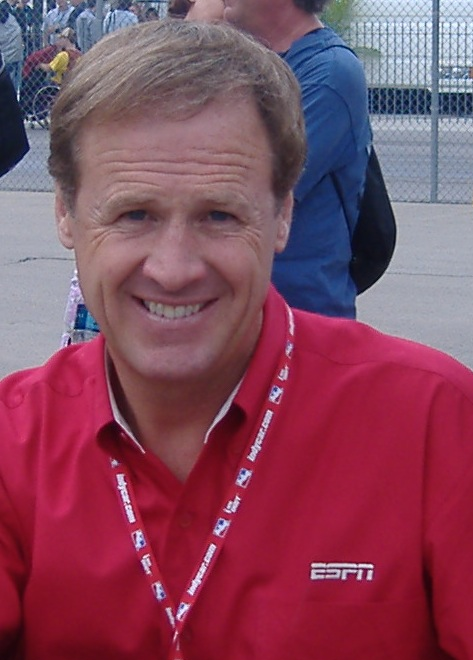
Rusty Wallace (2007)

Russell William „Rusty“ Wallace (* 14. August 1956 in Fenton, Missouri) ist ein ehemaliger US-amerikanischer NASCAR-Rennfahrer und Winston-Cup-Champion von 1989. Er ist Besitzer eines Teams in der Nationwide Series und Fernsehkommentator auf ESPN sowie „ESPN on ABC“. Seine erste Live-Übertragung hatte er beim Indianapolis 500 am 28. Mai 2006. Er ist der Bruder von Kenny und Mike Wallace, sowie Vater von Steven Wallace, die ebenfalls in NASCAR aktiv waren.

## Frühe Karriere
In den späten 1970er Jahren, bevor er NASCAR beitrat, machte sich Wallace einen Namen im Mittleren Westen, als er ein paar lokale Streckenmeisterschaften gewann. Insgesamt gewann er mehr als 200 Short-Track-Rennen. 1979 gewann Wallace den Titel als Rookie des Jahres des United States Automobile Club unter anderem gegen A.J. Foyt. 1983 holte er sich die Meisterschaft der American Speed Association und schlug dabei andere spätere Stars von NASCAR wie Mark Martin, Dick Trickle und den Winston-Cup-Champion von 1992, Alan Kulwicki.

## NASCAR Karriere
Beim Rennen auf dem Atlanta Motor Speedway im Jahre 1980 saß Wallace in seinem ersten NASCAR-Rennen im Wagen mit der Startnummer 16 für Roger Penske und wurde direkt Zweiter. Er fuhr noch ein weiteres Rennen für Penske beim National 500 auf dem Charlotte Motor Speedway, wo er vom 25. Startplatz auf Platz 14 ins Ziel kam.
1981 ging Wallace in insgesamt vier Rennen an den Start. Zwei davon absolvierte er für Ron Benfield in einem Pontiac mit der Startnummer 98. Das beste Ergebnis war ein 21. Platz. Die beiden anderen Rennen fuhr Wallace für John Childs in einem Buick mit der Startnummer 72. Das beste Ergebnis dieser beiden Rennen war ein sechster Platz. In der folgenden Saison 1983 fuhr Wallace drei Rennen für John Childs, ebenfalls mit der Startnummer 72. Die beste Platzierung der Saison war ein 29. Platz.
Die erste volle Saison im Winston Cup fuhr Wallace im Jahr 1984. Am Ende der Saison belegte er den 14. Platz in der Meisterschaft und wurde zum Rookie des Jahres gekürt. Sein Wagen war ein Pontiac mit der Startnummer 88 für Cliff Stewart. In 30 Rennen erzielte er zwei Top-5- und vier Top-4-Platzierungen mit einem vierten Platz als bestes Ergebnis. Die Saison 1985 fuhr Wallace ebenfalls für Cliff Stewart, allerdings im Pontiac mit der Startnummer 2. In 29 Rennen erzielte er zwei Top-5- und acht Top-10-Ergebnisse.
Im Jahr 1986 erfolgte der Wechsel in den Pontiac mit der Nummer 27 für Raymond Beadle. Für ihn erzielte Wallace seinen ersten Sieg am 6. April 1986 auf dem Bristol Motor Speedway. Am 21. September folgte ein zweiter Sieg auf dem Martinsville Speedway. Zusammen mit vier Top-5- und 16 Top-10-Ergebnissen in 29 Rennen belegte Wallace am Ende der Saison Platz 6 in der Meisterschaft.
Das Jahr 1987 stand im Zeichen seines neuen Hauptsponsors Kodak auf dem Pontiac mit der Startnummer 27. Mit ihm holte Wallace seine erste Pole-Position auf dem Michigan International Speedway am 28. Juni 1987. Zudem holte er zwei Siege, einen davon auf Watkins Glen International und einen auf dem Riverside International Raceway. Neun Top-5- und 16 Top-10-Ergebnisse sorgten dafür, dass er am Ende der Saison auf Platz 5 in der Meisterschaft lag.
Die Saison 1988 wurde sein bisher bestes Jahr mit insgesamt sechs Siegen auf dem Riverside International Raceway, dem Michigan International Speedway, dem Charlotte Motor Speedway, dem North Wilkesboro Speedway, dem North Carolina Speedway und dem Atlanta Motor Speedway. Von den letzten fünf Rennen der Saison gewann Wallace vier und wurde mit 24 Punkten Rückstand auf Bill Elliott Zweiter in der Meisterschaft.
Zusammen mit seinem Crew Chief Barry Dodson gewann Wallace seine erste und einzige Meisterschaft im Winston Cup in der Saison 1989. Ein 15. Platz beim letzten Saisonrennen in Atlanta reichte ihm, um seinen Freund und Rivalen Dale Earnhardt mit zwölf Punkten Vorsprung zu schlagen.

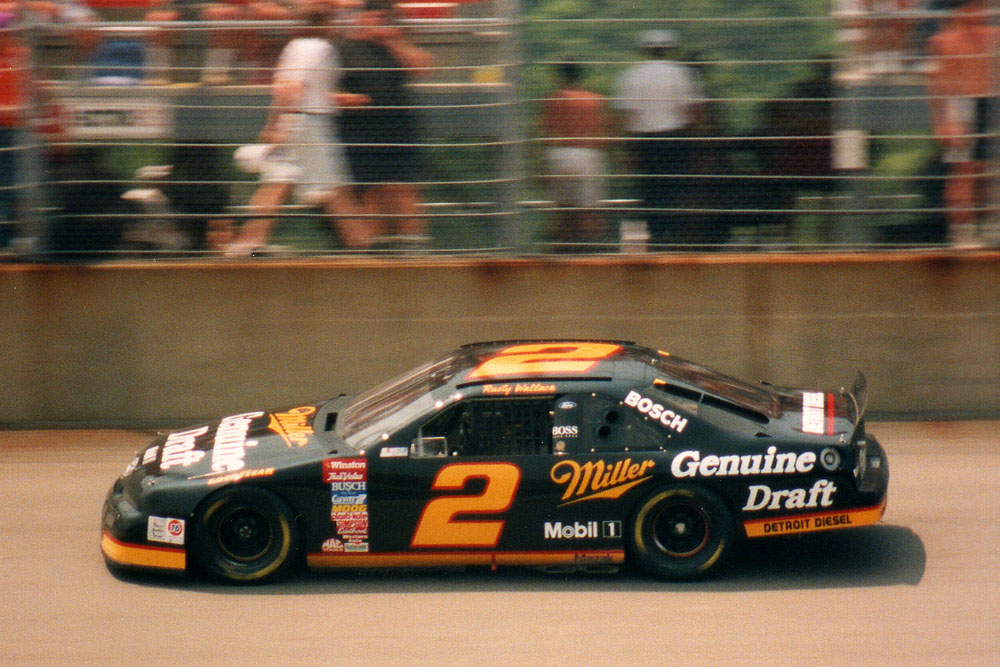
Wallace auf dem Michigan International Speedway im Jahre 1994 mit seinem Miller Genuine Draft-Farbschema.

1990 wechselte Teambesitzer Raymond Beadle den Hauptsponsor zugunsten von Miller Genuine Draft. Diese Verbindung hielt ein Jahr. Nach fünf Jahren und 18 Siegen wechselte Wallace zu Penske Racing und nahm den Sponsor mit. Dort fuhr er im Pontiac mit der Startnummer 2. Zusätzlich zu seinen zwei Siegen im Winston Cup gewann Wallace in diesem Jahr die Meisterschaft im International Race of Champions.
Ebenfalls 1990 spielte Wallace sich selbst in einer Nebenrolle in dem Spielfilm Tage des Donners.
In der Saison 1992 konnte Wallace mit dem Miller 400 nur ein Rennen gewinnen. Das als „Midnight“ bekannte Chassis dieses Wagens zählt zu den beständigsten in seiner Karriere. Es wurde in insgesamt sechs Saisons bis 1997 eingesetzt.
Das Jahr 1993 war nach Anzahl an Siegen und Platzierungen das erfolgreichste in der Karriere von Wallace. Gleich das zweite Rennen der Saison auf dem North Carolina Motor Speedway entschied er für sich. Auch das Rennen auf dem Bristol Motor Speedway konnte er für sich verbuchen. Dies stellte ein besonderes Rennen für Wallace dar, da sein Freund und amtierender NASCAR-Champion Alan Kulwicki auf dem Flug nach Bristol bei einem Flugzeugabsturz tödlich verunglückte. Nach diesem Sieg und den weiteren acht der Saison absolvierte Wallace die durch Kulwicki bekannt gewordene „Polnische Ehrenrunde“, bei der der Fahrer die Ehrenrunde entgegengesetzt der eigentlichen Fahrtrichtung absolviert. Dennoch reichten diese insgesamt zehn Siege der Saison nur für Platz zwei in der Meisterschaft hinter Dale Earnhardt.
In der Saison 1994 wechselte Penske den Hersteller und ging mit Ford-Motoren an den Start. Mit dem neuen Wagen gelangen Wallace acht Siege, 17 Top-5- und 20 Top-10-Ergebnisse, was am Ende zu einem dritten Platz in der Meisterschaft reichte. Das Jahr 1995 verlief hingegen nicht so gut und Wallace erzielte nur zwei Siege. Am Ende der Saison lag er auf Platz 5 in der Meisterschaft. Trotz insgesamt fünf Siegen im darauffolgenden Jahr rutschte Wallace in der Meisterschaft vom fünften auf den siebten Platz ab.

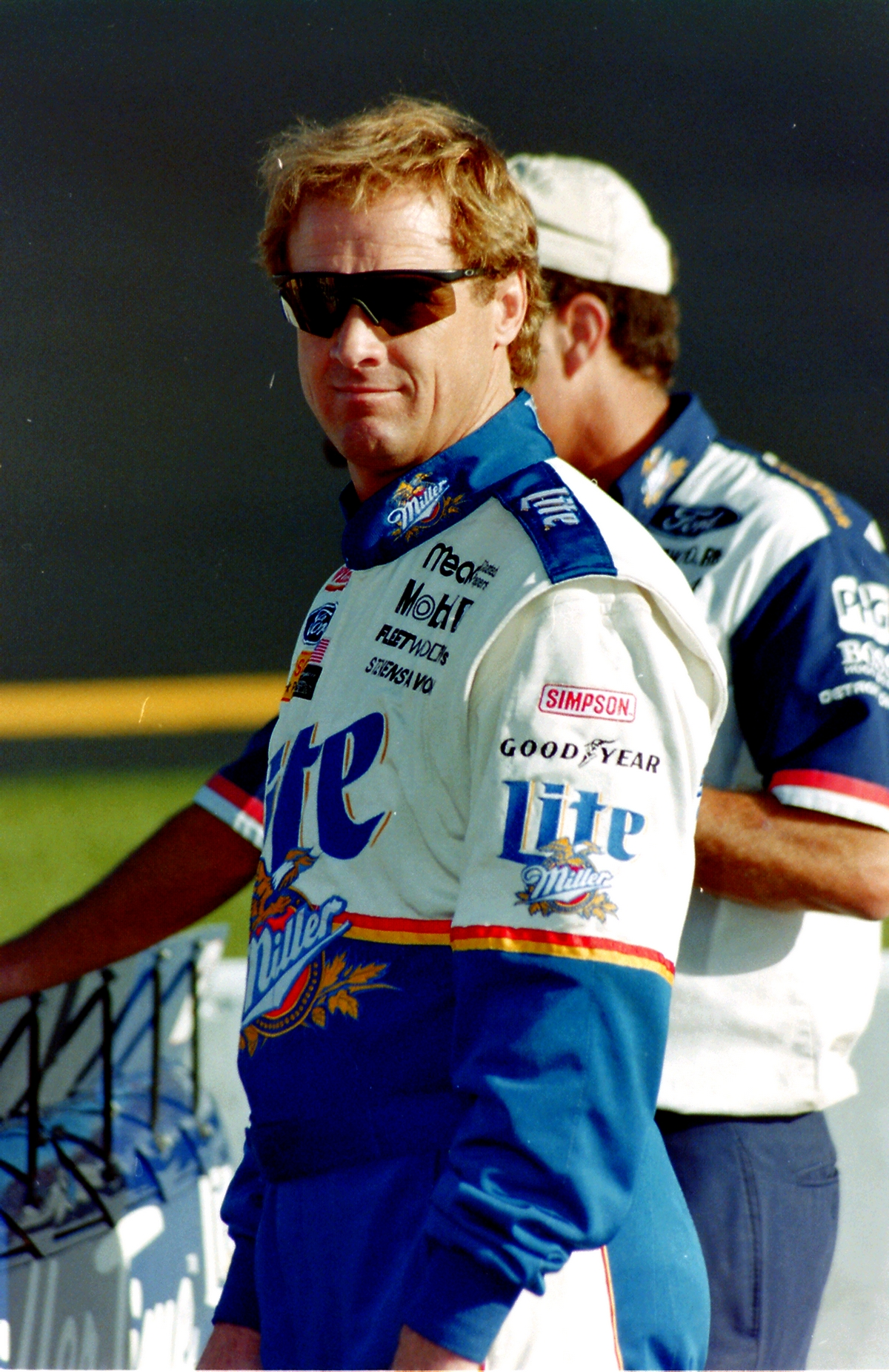
Rusty Wallace, 1997

1997 wechselte der Hauptsponsor Miller die beworbene Marke zu Miller Lite. Damit wurde das blau-goldene „Midnight“-Farbschema durch ein neues, blau-weißes ersetzt. In der Meisterschaft erreichte Wallace nur den neunten Platz, maßgeblich wegen nur einem einzigen Sieg im Verlauf der Saison sowie acht Top-5- und zwölf Top-10-Plätze.
In der Saison 1998 gewann Wallace das Budweiser Shootout auf dem Daytona International Speedway, für das aber keine Meisterschaftspunkte vergeben werden. Es war der erste Sieg für den neuen Ford Taurus und sein einziger Sieg auf dieser Strecke. Gegen Ende der Saison gewann er das Rennen auf dem Phoenix International Raceway, was für Platz vier in der Meisterschaft genügte.
Nach einer Saison mit nur einem Sieg und Platz 8 in der Meisterschaft im Jahre 1999 verbesserte Wallace sich in der darauffolgenden Saison leicht. Seine vier Siege reichten zum siebten Platz in der Endabrechnung. Diesen Platz erreichte er erneut in den Jahren 2001 und 2002, jedoch mit jeweils nur einem bzw. keinem einzigen Sieg. Auch nach einem Wechsel zu Dodge im Jahre 2003 blieb Wallace in dieser Saison sieglos. Entsprechend rutschte er auf Platz 14 in der Meisterschaft ab und war nach zehn Jahren zum ersten Mal nicht mehr unter den Top 10.
Die Saison 2004 sollte die letzte in der Karriere von Wallace werden, in der er einen Sieg erzielen konnte. Diesen 55. und letzten erzielte er beim Frühjahrsrennen auf dem Martinsville Speedway. Am 30. August 2004 verkündete Wallace, dass die Saison 2005 seine letzte als Vollzeitfahrer sein werde. Die Möglichkeit, danach an vereinzelten ausgewählten Rennen teilnehmen zu können, wurde aber durch seinen Vertrag als Kommentator zunichtegemacht. Das einzige Rennen, bei dem er 2006 an den Start ging, war daher das 24-Stunden-Rennen von Daytona, zusammen mit Danica Patrick und Allan McNish.

## Kommentatoren-Karriere
Am 25. Januar 2006 wurde verkündet, dass Wallace Autorennen für ESPN und ABC kommentieren werde. Trotz fehlenden Erfahrungen im Formelsport begannen seine Einsätze bei der Indy Racing League inklusive des Indianapolis 500. Seit Beginn der Saison 2007 kommentiert er die NASCAR-Übertragungen beider Sender, mit denen er einen Sechsjahresvertrag unterschrieben hat.

## Wagenbesitzer
Wallace ist Besitzer seines Teams Rusty Wallace, Inc., das den Wagen mit der Startnummer 66 in der Nationwide Series einsetzt, der von seinem Sohn Steve Wallace gefahren wird.